# Кольяр, Энрике
Энри́ке Колья́р Монтерру́био (исп. Enrique Collar Monterrubio; 2 ноября 1934, Сан-Хуан-де-Аснальфараче) — испанский футболист, нападающий. Выступал за клубы «Атлетико Мадрид», «Кадис», «Реал Мурсия» и «Валенсия». В составе сборной в 1964 году стал чемпионом Европы.

## Карьера

### Клубная
Энрике Кольяр воспитанник «Атлетико Мадрид». С 1949 по 1952 год он играл за молодёжный состав этого клуба. После был приглашён в основную команду, но сразу же был отдан в аренду. До 1953 года играл за «Кадис», провёл в его составе 20 матчей и забил 7 голов. Вернувшись в «Атлетико» был вновь отдан в аренду. На этот раз в «Мурсию». После этого уже стал выступать за мадридский клуб и провёл за него 470 матчей, забив 104 гола. По количеству матчей за «матрасников» он занимает второе место после Аделардо, у него 511 матчей. По количеству голов он седьмой. С «Атлетико» Кольяр выиграл чемпионат Испании, три раза Кубок Испании и один раз Кубка кубков. После этого, в 1969 году он отправился в «Валенсию». Отыграв один сезон за «летучих мышей» Энрике завершил карьеру.

### Международная
В сборной Кольяр дебютировал в 1955 году. До этого играл за юношескую и вторую сборные. В составе юношей он стал чемпионом Европы в 1952 году. Участвовал в чемпионате мира 1962 года. На том турнире он отыграл один матч против Бразилии, в котором был капитаном. На домашнем чемпионате Европы, который для испанцев стал победным, Энрике не сыграл ни одного матча. Завершил выступления за команду в 1963 году. Всего за «красную фурию» он сыграл 16 матчей и забил 4 гола.

## Достижения
«Атлетико Мадрид»
- Чемпион Испании: 1965/1966
- Обладатель Кубка Испании (3): 1959/1960, 1960/1961, 1964/1965
- Обладатель Кубка кубков: 1961/1962

 Сборная Испании
- Чемпион Европы: 1964
- Чемпион Европы (до 18): 1952